# VeDeKa
VeDeKa is een historische koffiebranderij gelegen aan de Doornikstraat 3-5 te Avelgem. Het verhuisde in 1978 naar Gent. De naam VeDeKa is afgeleid van de naam van oprichter Vandekerckhove.

## Avelgem
De koffiebranderij werd gesticht in 1854 te Avelgem door Leon Vandekerckhove. Van de firma is vrij veel promomateriaal in omloop. In het assortiment zaten onder andere lucifers, blikken dozen, speelkaarten tassen en ondertassen.

### Spaaractie
De branderij organiseerde in de jaren vijftig en zestig meerdere spaaracties. De gespaarde punten konden worden ingeruild voor geschenken, waaronder schoolgerief en strips.
Bepaalde stripnummers werden speciaal door VeDeKa uitgegeven, onder andere van Jommeke en Nero, die in samenwerking met Het Volk werden uitgegeven, en ook enkele Suske en Wiske-verhalen, waaronder De vliegende aap in 1966. Men kon de speciale uitgaven herkennen aan de geschenkenlijst die opgenomen was en aan de opdruk VeDeKa die soms vervangen is door een stempel of sticker. Het totaal aantal uitgegeven albums is onbekend. Wel omvat de reeks 52 ongekleurde Neroalbums (10 punten), 12 gekleurde Neroalbums (20 punten), 3 Asterixalbums (35 punten), 22 Suske en Wiske-vierkleurenalbums (30 punten) en een 70-tal Jommeke-albums (15 punten). De spaaractie werd gestaakt rond de periode van verhuizing naar Gent.

## Gent
In Gent is de branderij gelegen aan de Brabantsdam.